# Zemo Monasteri
Zemo Monasteri (en georgiano: ზემო მონასტერი) o Uallag Monaster (en osetio: Уæллаг Монастъер) es un pueblo que pertenece a la parcialmente reconocida República de Osetia del Sur, parte del distrito de Tsjinval, aunque de iure pertenece al municipio de Kurta de la región de Iberia Interior de Georgia.

## Geografía
Zemo Monasteri se encuentra en el lado derecho del río Gran Liajvi, a 6 km de Tsjinvali. 

## Historia
De 1922 a 1990, formó parte del distrito de Tsjinval del óblast autónomo de Osetia del Sur. De 1990 a 2006, formó parte del raión de Kareli y, desde 2006, forma parte del municipio de Kurta. Durante la guerra de Osetia del Sur de 1991-1992, las autoridades osetias lograron controlar el pueblo y los georgianos huyeron del lugar. 

## Demografía
La evolución demográfica de Zemo Monasteri entre 1916 y 1989 fue la siguiente:
| 192                                                      | 83 | 124 | 85 | 61 | 55 |
| (Fuente: Population of South Ossetia since Soviet times) |    |     |    |    |    |

Según el censo soviético de 1959, la mayoría de la población local eran osetios.  En el censo ruso de 1916 y el soviético de 1989, la composición étnica del pueblo era la siguiente:
|              | 1916      | 1916       | 1989      | 1989       |
| Grupo étnico | Población | Porcentaje | Población | Porcentaje |
| ------------ | --------- | ---------- | --------- | ---------- |
| Georgianos   | 87        | 45%        | 24        | 44%        |
| Osetios      | 105       | 55%        | 31        | 56%        |
| Total        | 192       | 100%       | 55        | 100%       |